# Research Activity Identifier
Research Activity Identifier (RAiD) is een Persistent identifier (PID) bedoeld voor onderzoeksprojecten en -activiteiten.
RAiD wordt geregeld met ISO-norm 23527:2022. Dit systeem is ontwikkeld door Australian Research Data Commons (ARDC). Documentatie over de systeemarchitectuur op hoog niveau is te vinden op Github. Metadata gevens die met RAiD worden opgeslagen zijn opgebouwd uit drie componenten:
1. Core
2. Extended
3. Local

DataCite is in 2024 een partnerschap met deze service aangegaan.